# Isaac Comnè (dux d'Antioquia)
Isaac Comnè, en grec medieval Ἰσαάκιος Κομνηνός, va ser un notable aristòcrata de l'Imperi Romà d'Orient, membre de la família dels Comnens. A la dècada del 1070 era un important capitost i va tenir un paper important en l'ascens al tron del seu germà petit, l'emperador Aleix I Comnè. Va ser una figura cabdal en l'administració de l'Imperi fins a la seva mort.

## Biografia
Isaac va néixer en el si de l'aristocràcia de l'Imperi d'Orient, en una de les famílies més importants de mitjans del segle xi. La seva posició es veia reforçada a través dels vincles matrimonials amb la dinastia imperial dels Ducas. Ben educat i valent, entre el 1073 i el 1078 Isaac Comnè va ocupar dos dels càrrecs militars més alts de l'imperi, el de domèstic de les escoles i el de dux d'Antioquia. El seu historial militar contra els turcs seljúcides no va ser especialment rellevant, però al seu retorn a Constantinoble el 1078 va obtenir el favor de l'emperador Nicèfor III i de l'emperadriu Maria d'Alània. Isaac Comnè i Aleix I van utilitzar el favor imperial per recolzar les seves aspiracions al tron, iniciant una revolta a principis de 1081 amb la qual van coronar Aleix com a emperador. Com a recompensa, Aleix va crear expressament el títol de sebastocràtor per a Isaac, amb el qual el posava gairebé al mateix nivell que l'emperador. Durant el regnat d'Aleix I i fins a la seva mort, Isaac va tenir un paper important en els assumptes de l'imperi, en matèria d'ordre públic i de justícia. Va resoldre diversos casos de conspiració i també va erradicar les doctrines herètiques.
Isaac Comnè era el tercer fill del domèstic de les escoles Joan Comnè i de la seva esposa Anna Dalassena, i nebot de l'emperador Isaac I Comnè. La data exacta del seu naixement no es coneix, però és probable que nasqués cap al 1050. Segons diu la seva neboda, la princesa historiadora Anna Comnena en l'Alexíada, Isaac era físicament semblant al seu germà petit, el futur emperador Aleix I, tot i que era més pàl·lid i amb la barba menys espessa. Segons Anna, es dedicava a la caça i a la guerra, on es posava a l'avantguarda durant la batalla. Anna i altres contemporanis, com Teofilacte d'Ocrida, parlen de la virtut d'Isaac i de la seva capacitat de fer amistat amb la gent, tot i que Anna també diu que tenia un temperament fort i que de sobte podria explotar a causa d'una sola paraula que li hagués semblat malament. Segons totes les fonts, Isaac tenia una educació extremadament bona. El Patriarca d'Antioquia Joan Oxita, constata que era entès en la interpretació de les escriptures, mentre que Basil d'Eucaita diu que tenia un ampli coneixement de les qüestions filosòfiques. Només sobreviuen uns quants dels seus escrits: tres tractats de filosofia, dirigits contra el filòsof neoplatònic Procle i una recopilació teològica contra Lleó de Calcedònia.
Després del judici i l'exili de la seva mare a finals del 1071 o principis del 1072, es va exiliar a una de les illes dels Prínceps al seu costat. Per reconciliar la dinastia dels Comnens amb els Ducas, l'emperador Miquel VII Ducas (que va governar del 1071 al 1078) va pensar amb ell, el va fer retornar de l'exili i el va casar, una mica després del 4 d'agost de 1072, amb Irene, una princesa del Regne de Geòrgia, filla del governador d'Alània, que era cosina de l'esposa de Miquel VII, Maria d'Alània.
L'any 1073 va ser nomenat Domèstic de les escoles (comandant en cap), i va comandar un exèrcit a Edessa, format per mercenaris normands. Aquell mateix any va ser capturat pels turcs i alliberat després de pagar un rescat. El 1074 l'emperador el va fer tornar i el va nomenar Dux d'Antioquia, on va aconseguir sufocar les petites revoltes locals. Els turcs el van tornar a capturar, i van conquerir la major part del territori. Isaac Comnè va aconseguir salvar només Antioquia, que tanmateix va caure el 1084.
Isaac va obtenir el favor del nou emperador Nicèfor III (1078-1081), que el va cridar a la cort, on va utilitzar la influència de l'emperadriu Maria d'Alània per consolidar la situació de la família dels Comnens. Sembla que el germà petit d'Isaac, Aleix, tenia una relació amorosa amb Maria, i a més es va casar amb Irene Ducena per reforçar la posició dels Comnens. Quan el seu germà Aleix es va rebel·lar contra Nicèfor, convertint-se en emperador, Isaac que també aspirava al títol imperial, va demostrar ser un dels seguidors més lleials del seu germà, renunciant a les seves aspiracions. Quan Aleix va ser coronat emperador el 4 d'abril de 1081, va crear el títol de sebastocràtor per al seu germà, que va assumir les funcions de Cèsar.
Isaac va morir abans del 1118, probablement el 1104 o el 1105, en un convent on s'havia retirat.